# Annette Kurschus
Annette Kurschus est une théologienne et pasteur protestante allemande. Depuis mars 2012, elle est présidente de l'Église protestante de Westphalie et depuis novembre 2015, elle est également vice-présidente du Conseil de l'Église protestante en Allemagne. En 2021, elle devient présidente du conseil de l'Église protestante en Allemagne, elle en démissionne en novembre 2023.

## Biographie
Annette Kurschus devient présidente du conseil de l'Église protestante en Allemagne en 2021. Elle fixe trois objectifs à l'Église protestante en Allemagne : enrayer le départ de membres, restaurer des finances saines et lutter contre les abus sexuels.
Soupçonnée d'être restée silencieuse après avoir été informée d'agressions sexuelles commises par un pasteur à Siegen dans les années 1990, elle démissionne de son poste de présidente du conseil en novembre 2023,.